# Mausoleo di Bahá'u'lláh
Il mausoleo di Bahá'u'lláh, il sito più sacro al mondo per i credenti bahai, contiene le spoglie mortali di Bahá'u'lláh, il fondatore della Fede bahai.
Si trova a Bahjí nell'immediato circondario di San Giovanni d'Acri, in Israele, in prossimità della Villa di Bahjí dove Bahá'u'lláh trapassò.
Il mausoleo di Bahá'u'lláh è per i bahai la Qiblih, ossia la direzione verso cui rivolgersi per alcune speciali preghiere ed è divenuto meta costante di pellegrinaggio da parte di fedeli provenienti da ogni angolo del mondo.
Il mausoleo è circondato da un lussureggiante giardino in cui crescono alberi e fiori ed è accudito con cura da bahai volontari che vi si alternano di anno in anno.
Dopo la morte di 'Abdu'l-Bahá, il mausoleo fu occupato da Mírzá Muhammad `Alí e dai suoi sostenitori che ne sottrassero arbitrariamente le chiavi nel gennaio del 1922.
Il governatore di Acri, allora, ordinò che le chiavi fossero provvisoriamente consegnate alle autorità civili e pose una guardia a custodia del mausoleo. All'inizio del 1923 le chiavi furono ufficialmente restituite a Shoghi Effendi.
Il mausoleo, i suoi giardini e la villa di Bahjí, che fanno parte del Centro mondiale bahai, sono stati iscritti, nel luglio 2008, nella lista del Patrimonio dell'umanità con la denominazione "Luoghi sacri Baha'i ad Haifa ed in Galilea occidentale".
Shoghi Effendi definì il mausoleo di Bahá'u'lláh Daryá-yi-Núr ossia 'Oceano di luce'.